# ژیانگیانگ
ژیانگیانگ (به لاتین: Jianyang, Sichuan) یک county-level city در جمهوری خلق چین است که در زیانگ واقع شده‌است.

## خصوصیات
ژیانگیانگ ۲٬۲۱۵ کیلومترمربع مساحت و ۱٬۴۸۱٬۱۸۰ نفر جمعیت دارد.